# Жидачовский район
Жида́човский райо́н (укр. Жидачівський район) — упразднённая административная единица Львовской области Украины. Административный центр — город Жидачов.

## География
Общая площадь района — 996 км².
Жидачовский район расположен в юго-восточной части Львовской области, в лесостепной зоне в бассейне реки Днестр, которая разделяет его на две части: северную — левобережную, южную-правобережную. На территории района находится 118 населенных пунктов, из них: 2 города — Жидачов и Ходоров, 3 посёлка городского типа — Гнездычев, Журавно, Новые Стрелища, 113 сёл. По территории района протекают 3 большие реки: Днестр, Стрый, Свича, а также реки Луг и Боберка.

## История
Район образован 17 января 1940 года как Жидэчувский район. 15 августа 1944 года переименован в Жидачовский район. 21 января 1959 года к Жидачовскому району был присоединён Журавновский район. Жидачовский район в современных границах создан Указом Президиума Верховного Совета УССР 30 декабря 1962, в результате объединения Жидачовского, Журавновского, Ходоровского и Новострелищанского районов.

## Население
По результатам всеукраинской переписи населения 2001 года в районе проживало 80 812 человек (95,1 % по отношению к переписи 1989 года). Из них украинцев — 79 910 (98,88 %), русских — 534 человека (0,66 %), поляков — 209 человек (0,26 %).